# За хмарами — небо
«За хмарами — небо» (рос. «За облаками — небо») — радянський художній фільм 1973 року. Перший фільм авіаційної кінодилогії, продовженої фільмом «Там, за горизонтом» (1975).

## Сюжет
Фільм присвячений радянським льотчикам-випробувачам і конструкторам, які в перші повоєнні роки, ризикуючи життям, освоювали нову реактивну техніку. Кінокартина дає можливість уявити, якого нелюдського напруження коштувало підняти країну в тих умовах.

## У ролях
| Актор                 | Роль                                                                                        |
| --------------------- | ------------------------------------------------------------------------------------------- |
| Геннадій Сайфулін     | Олексій Іванович Сєдих, капітан (потім — майор і підполковник), льотчик-випробувач          |
| Владислав Дворжецький | Сергій Миколайович Руднєв, капітан, льотчик-випробувач                                      |
| Юрій Назаров          | Степан Жерєхов, льотчик, фронтовик, інвалід війни                                           |
| Сергій Никоненко      | Євген, майстер ділянки на авіазаводі                                                        |
| Лариса Мальованна     | Поліна, дружина Степана Жерєхова                                                            |
| Михайло Глузський     | Костянтин Гнатович, майстер на авіазаводі                                                   |
| Всеволод Сафонов      | Кравцов                                                                                     |
| Ігор Ясулович         | Віктор Миколайович Корецький                                                                |
| Олена Санаєва         | Тамара                                                                                      |
| Данута Столярская     | Єлизавета Руднєва                                                                           |
| Борис Бєлов           | Жилін, генерал                                                                              |
| Микола Волков-мол.    | Георгій Васильович, головний конструктор авіазаводу                                         |
| Вадим Захарченко      | керівник польотів                                                                           |
| Афанасій Кочетков     | Петро Іванович                                                                              |
| Григорій Лямпе        |                                                                                             |
| Наїна Хоніна          |                                                                                             |
| Наталія Гвоздікова    | Нюся, дружина Павла Дьоміна                                                                 |
| Олена Максимова       | мати Євгенія                                                                                |
| Борис Гітін           | людина в машині                                                                             |
| Павло Махотін         | адмірал                                                                                     |
| Станіслав Міхін       | Павло Дмитрович Дьомін, гвардії-майор, загиблий льотчик-випробувач, Герой Радянського Союзу |

## Знімальна група
- Автор сценарію:  Юзеф Принцев,  Юрій Єгоров
- Режисер:  Юрій Єгоров
- Оператор:  Євген Давидов
- Художник:  Петро Пашкевич
- Композитор:  Марк Фрадкін